# Президентские выборы в Аргентине (1880)
Седьмые в истории Аргентины президентские выборы состоялись 11 апреля 1880 года. Новым президентом Аргентины был избран бывший военный министр Хулио Архентино Рока, кандидат Национальной автономистской партии (PAN), которая управляла страной непрерывно с 1876 по 1916 года. Президентство Рока было частью так называемой «консервативной» или «олигархической республики» с фактически однопартийным режимом. Вице-президентом стал юрист и бизнесмен Франсиско Бернабе Мадеро от автономистов.

## Выборы
Выборы проводились в рамках режима «открытого голосования» и сопровождались массовыми фальсификациями, насилием, покупкой голосов и крайне низкой явкой, при этом женщинам не разрешалось голосовать или быть избранными. В голосовании приняли участие только 52,8 тыс. человек из 2,64 млн жителей (2,0 %). Согласно конституции выборы президента и вице-президента должны были осуществляться косвенно и раздельно, делегируя окончательные выборы каждого из них провинциальным коллегиям выборщиков, избранных на первичных выборах, избранным считались получившие наибольшее количество голосов в каждом избирательном округе.
Рока одержал победу во всех провинциях, кроме Буэнос-Айреса и Корриентеса, где победил губернатор Буэнос-Айреса Карлос Техедор, которого поддержали часть автономистов и сторонники Бартолеме Митре, к тому времени объединившиеся в Либеральную партию. В 1878 году Аргентина расширил свою территорию на юг, создав национальную территорию Патагония, но поскольку она не была провинцией, её жители не имели права выбирать президента, парламентариев или власти территории.
12 июня собралась коллегия выборщиков, из 228 её членов в голосовании приняли участие 225 человек, 155 из которых проголосовали за Рока. Итоги голосования выборщиков спровоцировали в июне в Буэнос-Айресе новый сепаратистский кризис, в результате которого за пятнадцать дней в столкновениях между национальной армией и провинциальной милицией погибло около трёх тысяч человек. В конце концов Техедор и Митре заключили с президентом Авельянедой соглашение, согласно которому повстанцам была объявлена амнистия в обмен на безоговорочную отставку Техедора с поста губернатора и федерализацию города Буэнос-Айрес в том же году.

## Итоги голосования
| Кандидат | Кандидат             | Партия     | Выборщики | %     |
| -------- | -------------------- | ---------- | --------- | ----- |
|          | Хулио Архентино Рока | Автономист | 155       | 68,89 |
|          | Карлос Техедор       | Либерал    | 70        | 31,11 |
| Всего    | Всего                | Всего      | 224       | 100   |